# Laelia aurea
Laelia aurea är en orkidéart som beskrevs av A.V.Navarro. Laelia aurea ingår i släktet Laelia och familjen orkidéer. Inga underarter finns listade i Catalogue of Life.